# Johann Lorenz Kreul

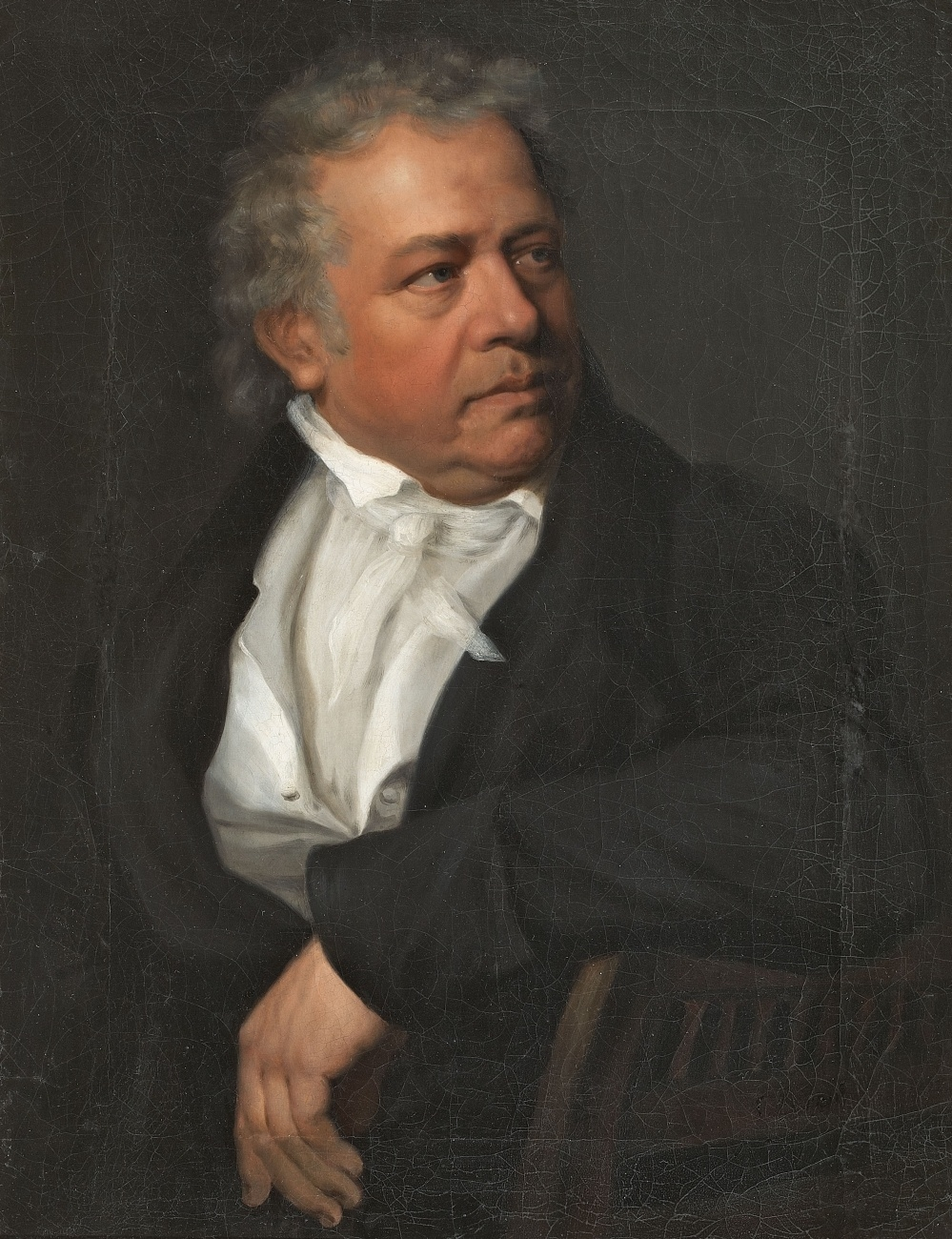
Wahrscheinlich Johann Lorenz Kreul?, Bildnis eines Herrn, von seinem Sohn Carl Kreul

Johann Lorenz Kreul  (* 10. Dezember 1764 in Markt Erlbach; † 15. September 1840 in Nürnberg) war ein deutscher Porträtmaler, Genremaler und Silhouettenschneider. Er war der bedeutendste Nürnberger Pastell–Porträtist seiner Zeit.

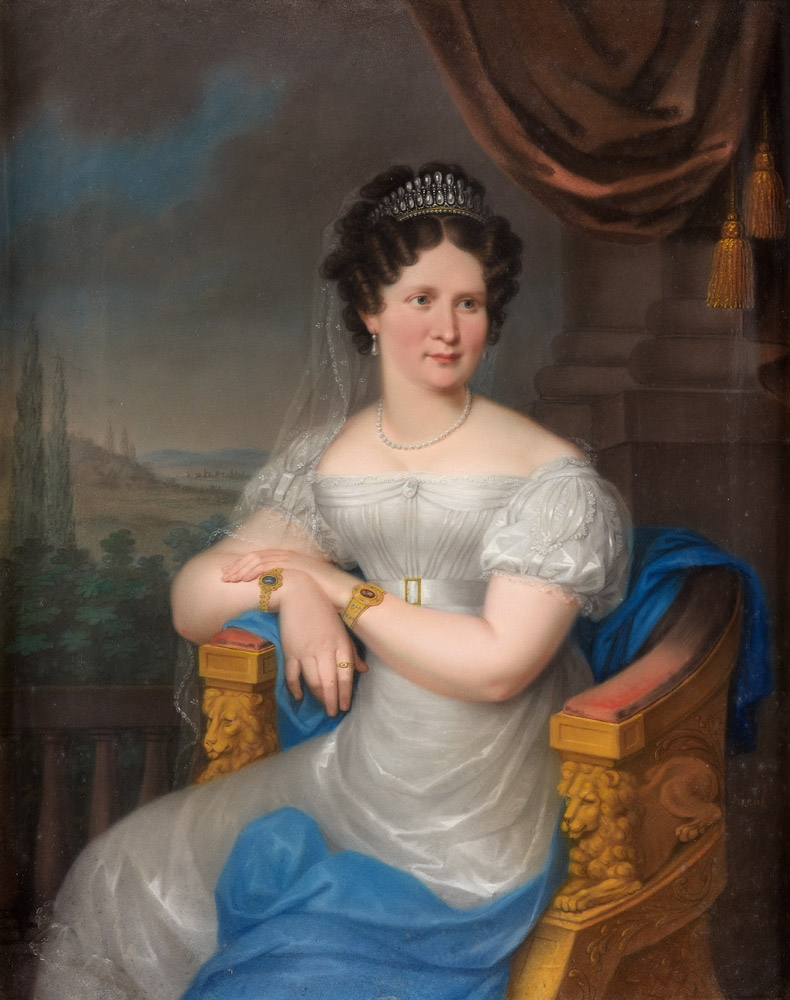
Johann Lorenz Kreul: Königin Therese von Bayern, Pastell 66 x 53 cm

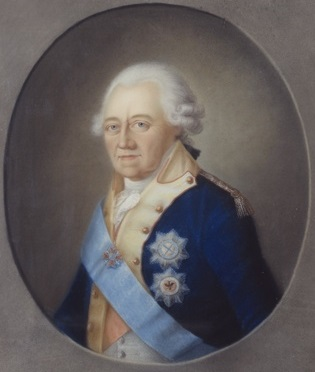
Johann Lorenz Kreul: Friedrich Eugen Herzog von Württemberg

## Leben und Schaffen
Johann wurde als Sohn des Gärtnerehepaars Kunigunde (geb. Neupert) und Caspar Greuel am 10. Dezember 1764 in Markt Erlbach in Bayern geboren. Ein Tischler des Heimatortes zeigte dem Jungen, wie man einen Pinsel aus zarten Birkenzweigen binden kann. Aus Dankbarkeit malte Lorenz sehr naturgetreu den Stieglitz des Handwerkers und zeigte so sein frühes künstlerisches Talent. Der geheime Hofrats Wenzel aus Ansbach der die Zeichnung zu Gesicht bekam, riet den Eltern, dass sich Johann Lorenz der Kunst widmen sollte.
Seine Ausbildung erfolgte beim Hofmaler Friedrich Gotthard Naumann aus Ansbach.
Nachfolgend besuchte er die Städtischen Zeichenschule in Nürnberg unter Direktor Christoph Johann Sigmund Zwinger.
Nach der Ausbildung arbeitete er in den Jahren 1795–98 am markgräflichen Bayreuther Hof von Christian Friedrich Carl Alexander von Brandenburg-Ansbach und erhielt Aufträge vom Herzog Friedrich Eugen von Württemberg in Stuttgart. 1799–1802 nahm er eine Hofmalerstelle bei Graf Christian Ernst Heinrich von Giech (* 20. Mai 1763; † 28. Dezember 1818) auf Schloss Thurnau an.
Im Jahre 1800 heiratete Johann in Bayreuth Sophia Friderica (* um 1772; † 1. Juni 1839), Tochter des Weinhändlers Johann Caspar Schubarth. 1803 kam ihr Sohn Johann Dietrich Carl Kreul in Ansbach zur Welt. Ab 1807 war Johann Lorenz selbstständiger Porträt-, Miniatur-, und Genremaler in Nürnberg, hier kamen auch die Töchter Henriette und Rosalie (1808–1865) zur Welt und wohnte mit seiner Familie in der Adresse S. (=Sebald) 1705 (Hintere Inselschütt 37). Lorenz Kreuls Pastellpoträt des berühmten sechzigjährigen Schriftstellers Jean Paul Friedrich Richter malte er im November 1823 und fand seine große Anerkennung. 

„Wär’ ich eine Frau, so müßte sich mein Dank verdoppeln, weil ihr Kunstspiegel ganz anders als der Nachttisch sammt seinem Spiegel verjüngt und Sie ein Gesicht aus dem letzten Mond-Viertel des Lebens in Voll-Licht zurück zu malen wissen. Am meisten bewundere ich Ihre Kraft der Schnelligkeit“

Der Fürstemmaler Franz Xaver Winterhalter sorgte mit seiner Lithografie für die große Verbreitung des Werkes.
Kreuls Leidenschaft in seinen Werken war das Pastell. In dieser Technik malte er im Juni 1830 das bekannte Bildnis von Kaspar Hauser, das lange Zeit für ein Werk seines Sohnes gehalten wurde.
Bekannte Wohnungen waren 1837 in der Adresse S. (=Sebald) 298 (Neutorstraße 5) und in seinen letzten Lebensjahren in der Adresse Hinter der Veste 116 (Vestnertorgraben 3).
Johann Lorenz Kreul verstarb am 15. September 1840 in Nürnberg

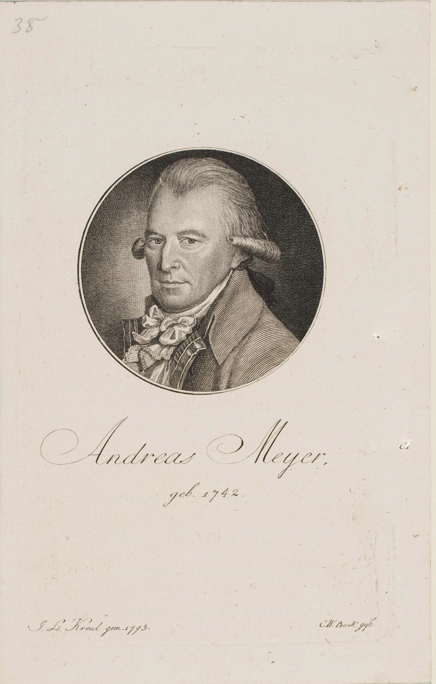
Johann Lorenz Kreul: Andreas Meyer (Biograf) nachgestochen von Christoph Wilhelm Bock

## Werke (Auswahl)
- 1798 Charlotte Mathilde Königin von Württemberg
- Andreas Meyer (Biograf) Porträt
- 1830 Philipp Saint André Porträt
- Bildnis einer jungen Frau mit olivgrünem Schal
- Porträt einer Dame
- Königin Therese von Bayern
- Dame mit Halskette und Kreuzanhänger
- Bildnis eines Herrn in schwarzem Rock

## Ehrungen
- 1819 die silbernen Vereins-Denkmünze des Landwirtschaftlichen Vereins Ansbach für das anlegen einer

Obstbaumschule mit 2000 Wildbäumen und 5000 veredelten Obstbäumen.
- Kreulstraße in Nürnberg